# Guatapará (kommun)
Guatapará är en kommun i Brasilien.   Den ligger i delstaten São Paulo, i den sydöstra delen av landet, 600 km söder om huvudstaden Brasília. Antalet invånare är 6 966.
Följande samhällen finns i Guatapará:
- Guatapará

Omgivningarna runt Guatapará är en mosaik av jordbruksmark och naturlig växtlighet. Runt Guatapará är det glesbefolkat, med 16 invånare per kvadratkilometer.